# Schadendeck
Schadendeck ist eine Streusiedlung und Vorstadt von Adorf/Vogtl. im sächsischen Vogtlandkreis.

## Geographie
Die Streusiedlung Schadendeck liegt auf dem Südhang des Tales des Schwarzbaches, in dem auch die B 283 von Adorf/Vogtl. nach Siebenbrunn und Markneukirchen verläuft. Südlich liegt Remtengrün. Schadendeck liegt auf rund 484 m.

## Geschichte
Schadendeck wurde spätestens 1542 als uffn Schadendeckher erstmals erwähnt. Für 1582 und 1791 ist bereits der heutige Name belegt. Die Siedlung gehörte zum Amt Voigtsberg und war 1791 dem Rat zu Adorf zugehörig sowie auch bereits seit 1582 nach Adorf gepfarrt. Für 1875 wird Schadendeck als Vorstadt von Adorf geführt.
Die kleine Siedlung ist heute keine offizielle Ortschaft, allerdings führt die Durchgangsstraße, an der die Siedlung liegt, den Namen der Siedlung.
| Jahr          | 1791      | 1834 | 1875 |
| ------------- | --------- | ---- | ---- |
| Einwohnerzahl | 4 Häusler | 39   | 56   |

## Belege
1. ↑  Stadt Adorf/Vogtl.: Stadtbote September 2018. Abgerufen am 18. Dezember 2023 (Suche nach: Schadendeck).
2. 1 2  Schadendeck – HOV | ISGV. Abgerufen am 18. Dezember 2023.